# اروين بارث
اروين بارث (بالألمانية: Erwin Barth)‏ (و. 1880 – 1933 م) هو مهندس معماري، وأستاذ جامعي من ألمانيا . ولد في لوبيك .
توفي في برلين .

## أعمال بارزة
من أهم أعماله Wilmersdorfer Waldfriedhof Stahnsdorf

## مناصب وهيئات
أدار معهد برلين للتكنولوجيا.

## روابط خارجية
- اروين بارث على موقع أوليمبيديا (الإنجليزية)